# مری الینور لوسی آرچر
مری الینور لوسی آرچر (به انگلیسی: Mary Ellinor Lucy Archer) (زاده ۱۳ نوامبر ۱۸۹۳ – درگذشته ۳ مه ۱۹۷۹) دانشمند استرالیایی بود. او اولین زن دانشمند CSIRO (سازمان تحقیقات علمی و صنعتی مشترک المنافع) بود و از سال ۱۹۲۳ تا ۱۹۵۴ به عنوان کتابدار ارشد آن خدمت کرد و به همین دلیل در سال ۱۹۵۶ نشان امپراتوری بریتانیا (MBE) را دریافت کرد.

## اوایل زندگی
آرچر در ۱۳ نوامبر ۱۸۹۳ در مالورن، ویکتوریا، استرالیا به دنیا آمد، پدرش مهندس عمران انگلیسی اوکلی آرچر و مادرش لوسی جورجینا الیزابت، خواهرزاده گانت بود. وی دوران کودکی خود را در مالایا گذراند. مادر او از سال ۱۹۰۶ تا ۱۹۱۸ مدیر خوابگاه زنان کالج ترینیتی بود. آرچر در مدرسه گرامر دخترانه ملبورن و دانشگاه ملبورن (B.Sc. 1916؛ M.Sc. 1918) تحصیل کرد. او لوسی الینور را به نام خود اضافه کرد و به‌طور حرفه‌ای به عنوان الینور آرچر شناخته شد. بعدها یک محقق دولتی در زمینه گیاه‌شناسی شد و به کادر آموزشی کالج ترینیتی پیوست.

## زندگی و کار
در ماه نوامبر سال ۱۰۱۸، مری الینور لوسی آرچر به عنوان منشی و محقق کمیته بهبود بذر شورای مشورتی علم و صنعت (که از سال ۱۹۲۰ با نام مؤسسه علوم و صنعت مشترک المنافع شناخته می‌شد) منصوب شد. او مسئولیت نگارش بولتن‌های آن‌ها (بین سال‌های ۱۹۲۲ تا ۱۹۲۳) را دربارهٔ بهبود محصولات کشاورزی و طبقه‌بندی جو و گندم داشت. در ماه مه سال ۱۹۲۳، مری الینور لوسی آرچر به عنوان کتابدار ارشد مؤسسه در سازمان تحقیقات علمی و صنعتی استرالیا (CSIRO) خدمت کرد. پس از افتتاح شورای تحقیقات علمی و صنعتی در سال ۱۹۲۶، او در سال ۱۹۲۹ به عنوان کتابدار و دستیار علمی طبقه‌بندی شد.
او «او با تدریس کتابداری به صورت خاص، ولی با استفاده از مهارت‌های اداری برجسته، مجموعه‌های پراکنده بیش از ۴۰ کتابخانه را به یک سیستم شیوه‌مند تبدیل نمود. او به عنوان دبیر کمیته حفظ مرکبات، یک مطالعه در حوزه تحقیقات کشاورزی را جمع‌آوری نمود. وی به‌طور مؤثری در بخش کتابخانه‌های ایستگاه‌های تقسیمی و تجربی فعالیت داشت. همچنین، در حین بازدید از کتابخانه‌های علمی بریتانیا در سال ۱۹۳۶، او با مطالعه طبقه‌بندی اعشاری جهانی، استفاده از آن را توسط کتابخانه‌های CSIR (بعداً CSIRO) تشویق کرد. وی یک کاتالوگ اتحادیه‌ای ایجاد نمود که به عنوان یک عامل کننده مهم در تعمیق درک کتابخانه‌های CSIRO و اساس فهرست اتحادیه ملی مونوگراف‌ها (۱۹۶۰) واقع شده است. آرچر در ژانویه ۱۹۴۶ به عنوان کتابدار ارشد منصوب گردید.»

### کمک به کتابخانه‌ها
آرچر به عنوان عضو بنیاد انستیتوی کتابداران استرالیا (۱۹۳۷) و اولین رئیس زن این بنیاد (۱۹۴۸–۱۹۴۹) کمکی ماندگار به حرفه کتابداری کرد. وی با وجود اینکه هرگز در امتحانات کتابخانه شرکت نکرده‌بود، در سال ۱۹۴۱ به هیئت صدور گواهینامه و آزمون منصوب شد. انجمن کتابخانه استرالیا توسط آرچر که یک رئیس فعال پیشین (۱۹۵۳–۱۹۵۰) بود، دوباره تشکیل گردید. او همواره نگرانی‌اش را نسبت به کتابدارانی که اصرار دارند علاقه‌مندی‌هایشان در سیستم آزمون ملی گنجانده شود، نشان می‌داد. او با اعتقاد به اینکه شرکت گروه‌های ویژه فعال در انجمن مهم است، راه را برای گرفتن بسیاری از موقعیت‌های ویکتوریایی و ملی LAA رهبری کرد.
آرچر، یکی از رهبران اصلی کتابخانه‌های استرالیا، به عنوان فردی باهوش و پرانرژی شناخته می‌شد که در امور کاری ضروری، فعالیت می‌کرد. در زمانی که روسای بخش CSIRO کتابخانه‌ها را می‌ساختند، آرچر نقش عمده‌ای در انتخاب نامزدها داشت و اطمینان می‌داد که آنها دارای استقلال کافی برای توسعه توانایی‌ها و ابتکارات، همچنین ایجاد یک سیستم کتابخانه‌ای منسجم هستند. علاقه شدید آرچر به تبادل اطلاعات در حمایت از امانت‌های بین کتابخانه‌ها و ترویج کدهای یکسان و فرم‌های استاندارد منعکس شد. او در مقاله‌ای نادر دربارهٔ امانت‌های بین کتابخانه‌ها در مجله کتابخانه استرالیا و سخنرانی در هشتمین کنفرانس LAA (۱۹۵۵) نوشته‌هایی داشت.
آرچر، یکی از برجسته‌ترین کتابداران استرالیا، به عنوان مدیر سیستم کتابخانه ملی، با سفرهای بسیار در بین کتابداران فعال بود و عضو انجمن کتابخانه‌ها بود و ترویج آموزش کتابداران را پشتیبانی می‌کرد. در زمان تأسیس کتابخانه CSIRO در پرث (۱۹۵۴)، او برای مشاوره بازدید از کتابخانه‌های ویژه دیگر انجام داد.
آرچر، به‌طور تصادفی به شغل کتابداری رسید و از آنجایی که تعداد کمی از زنان در پست‌های ارشد سازمان کتابخانه‌ای کار می‌کردند، در این قلمرو به عنوان یک کتابدار موفق و مدیر ارشد شناخته شد. برای او، هدف اصلی کتابخانه‌ها به همان اندازه مردمی بود که دربارهٔ کتاب‌ها و منابع کتابخانه‌ای صحبت می‌کنند. او معتقد بود که فردا کتابخانه‌هایی همانند سازمان‌هایی خواهند بود که در آن آموزش رسانی، پرورش و بالابردن کیفیت کارمندان، بهبود محصولات و خدمات، آسیب‌شناسی مشکلات و غیره به چشم می‌آید. او معتقد بود که نیروی اصلی در جامعه امروز، آنان هستند که توانایی آموزش را دارند و قادر به درک و استفاده از منابع خود خواهند بود.

### مرگ
آرچر در ۱۷ دسامبر ۱۹۵۴ بازنشسته شد، او پس از بازنشستگی به فعالیت‌هایی در حوزه‌های گوناگون از جمله مطالعات گیاه‌شناسی، نقاشی، پیاده‌روی و حمایت از صندوق نجات کودکان با جمع‌آوری و فروش کتاب ادامه داد. همچنین، الینور در تاریخ ۳ مه ۱۹۷۹ در توراک، ملبورن درگذشت.

### یادبودها
جایزه الینور آرچر پیشگام یکی از بالاترین جوایز انجمن کتابخانه و اطلاعات استرالیا است، که به شخص یا مؤسسه‌ای اهدا می‌شود که در زمینه‌های جدید کتابداری و اطلاع‌رسانی (محصول یکبار، خدمات جدید یا برنامه یا توسعه یک موجود) پیشگام باشد. این جایزه شامل یک رویکرد آینده‌نگر است و به دلیل اهمیت آن در صنعت کتابداری بسیار مورد توجه است.
در ۱۲ نوامبر ۲۰۲۲، آرچر با یک گوگل دودل برای جشن گرفتن دستاوردهای عمرش به یادگار گذاشته شد.

## کتابشناسی - فهرست کتب
- وایت، ژان پی (۱۹۹۳). "آرچر، مری الینور لوسی (۱۸۹۳–۱۹۷۹)". دیکشنری استرالیایی بیوگرافی. جلد ۱۳. مرکز ملی بیوگرافی، دانشگاه ملی استرالیا. ISSN 1833-7538.
- 'الینور آرچر توسط برخی از اعضای سابق کارکنانش' مجله کتابخانه استرالیایی نسخه ۲۲: ۱۰ نوامبر ۱۹۷۳ صفحات ۴۱۵–۱۷
- کتابخانه استرالیا «مرحوم» نسخه ۲۸:۱۵ ۷ سپتامبر ۱۹۷۹ صفحات ۲۸۸–۲۸۹
- بخش کتابخانه‌های ویژه مجله کتابخانه استرالیایی نسخه ۱ ژانویه ۱۹۵۲ صفحات ۶۴–۶۷
- ساده‌سازی کار مرجع بین کتابخانه ای: درخواستی برای استانداردسازی مجله کتابخانه استرالیایی شماره ۲ ژوئیه ۱۹۵۳ صفحات ۷۸–۸۱